# Brian Viglione
Brian Viglione (né le 16 mai 1979 à Greenville, New Hampshire) est le batteur de The Dresden Dolls et depuis novembre 2009 de The Cliks. De mai 2008 à octobre 2009, il officiait à la batterie de The World/Inferno Friendship Society. Il a aussi participé avec, dit-il, beaucoup de liberté, à l'album Ghosts I-IV de Nine Inch Nails. Le 29 janvier 2011, il participa, toujours en tant que batteur, au premier concert de Viktoriya Yermolyeva à Reykjavik en Islande.